# 모두간
모두간(冒豆干, ?~?)는 발해의 관리이다.

## 생애
발해에서 좌수위소장(左首衛小將)을 지낸 그는 925년에 박어(朴漁) 등과 함께 발해인 1,000호(戶)를 데리고 고려에 귀순했다.